# Richard Svanström

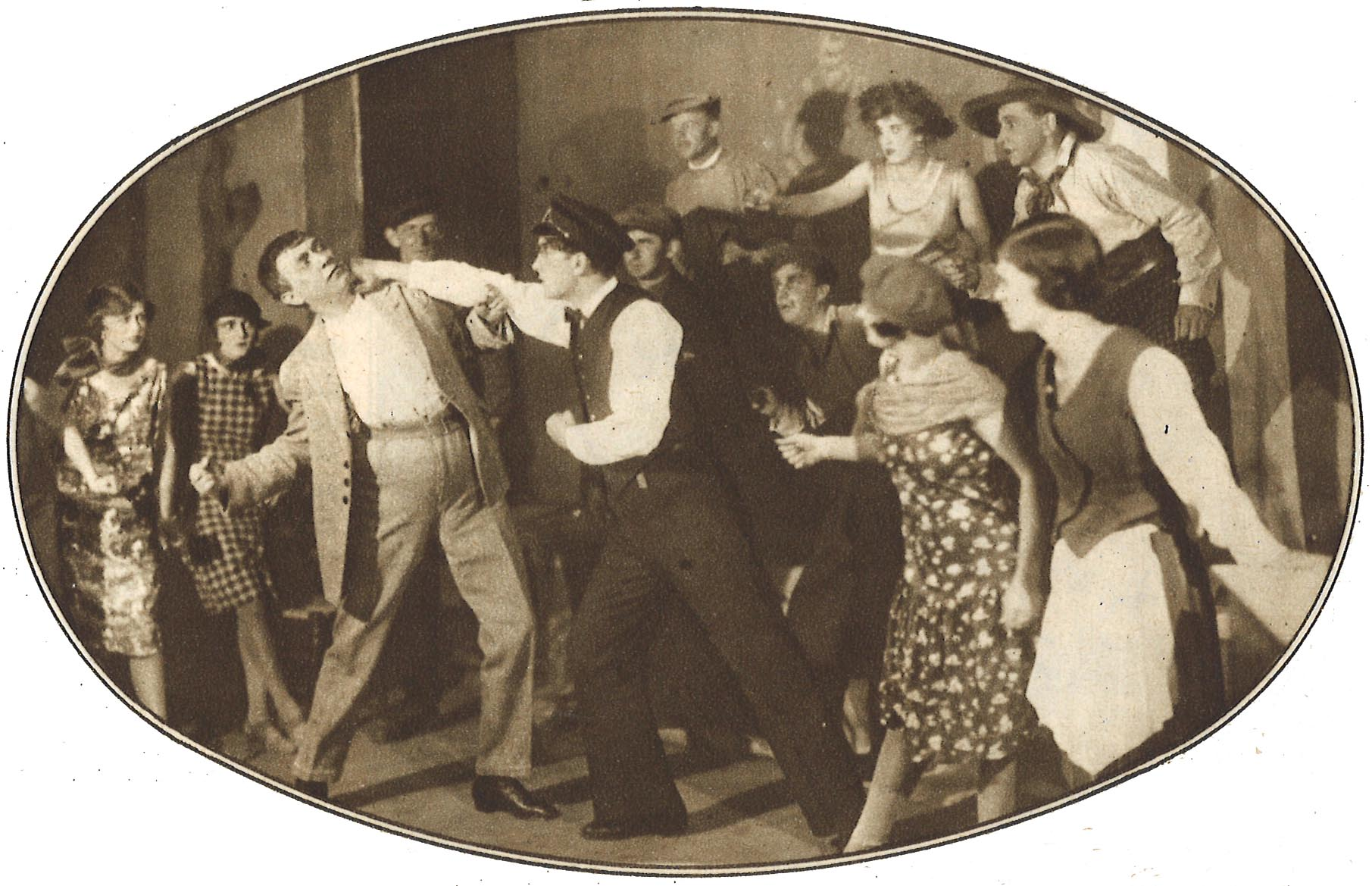
Richard Svanström (till vänster i ljus kostym) i en scen ur Styrman Karlssons flammor på Hippodromen i Malmö 1925. Hans motståndare, "Styrman Karlsson" själv, spelades av Felix Grönfeld.

Olof Richard Lorandus Svanström, född den 26 juli 1889 i Maria Magdalena församling i Stockholm, död 1 november 1946 i Malmö, var en svensk skådespelare.
Svanström är begravd på Östra kyrkogården i Malmö.

## Filmografi
- 1908 – Gustaf III och Bellman
- 1924 – Studenterna på Tröstehult
- 1925 – Miljonär för en dag
- 1925 – Den gamla herrgården
- 1927 – Vad kvinnan vill
- 1931 – Hotell Paradisets hemlighet
- 1942 – Stinsen på Lyckås
- 1944 – Rännstensungar
- 1945 – Sten Stensson kommer till stan
- 1946 – Ebberöds bank
- 1946 – Ungdom i fara

## Teater

### Roller (ej komplett)
| År   | Roll | Produktion                            | Regi | Teater            |
| ---- | ---- | ------------------------------------- | ---- | ----------------- |
| 1944 |      | Jorden runt på 80 dagar Alf Henrikson |      | Malmö stadsteater |